# Aequidens
Aequidens is een geslacht van vissen uit de familie van de cichliden (Cichlidae).

## Soorten
- Aequidens biseriatus (Regan, 1913)
- Aequidens chimantanus Inger, 1956
- Aequidens coeruleopunctatus (Kner, 1863)
- Aequidens diadema (Heckel, 1840)
- Aequidens epae Kullander, 1995
- Aequidens gerciliae Kullander, 1995
- Aequidens hercules
- Aequidens hoehnei (Miranda Ribeiro, 1918)
- Aequidens latifrons (Steindachner, 1878)
- Aequidens madeirae
- Aequidens mauesanus Kullander, 1997
- Aequidens metae Eigenmann, 1922
- Aequidens michaeli Kullander, 1995
- Aequidens pallidus (Heckel, 1840)
- Aequidens pallidus (Heckel, 1840)
- Aequidens paloemeuensis Kullander & Nijssen, 1989
- Aequidens paraguayensis
- Aequidens patricki Kullander, 1984
- Aequidens plagiozonatus Kullander, 1984
- Aequidens potaroensis Eigenmann, 1912
- Aequidens psittacus
- Aequidens pulcher (Gill, 1858)
- Aequidens rivulatus Günther, 1859
- Aequidens rondoni (Miranda Ribeiro, 1918)
- Aequidens sapayensis
- Aequidens tetramerus (Heckel, 1840)
- Aequidens tubicen Kullander & Ferreira, 1991
- Aequidens viridis (Heckel, 1840)